# Каррисо, Хуан Пабло
Хуа́н Па́бло Карри́со (исп. Juan Pablo Carrizo; 6 мая 1984, Вилья-Конститусьон, Аргентина) — аргентинский футболист, вратарь.

## Клубная карьера
Дебютировал за «Лацио» 31 августа 2008 года, в матче 1-го тура Серии A против «Кальяри».
Дебютировал за «Сарагосу» 29 августа 2009 года, в матче 1-го тура чемпионата Испании против «Тенерифе».
31 января 2013 года отдан в арену в «Интернационале».

## Международная карьера
Дебютировал за сборную Аргентины 18 апреля 2007 года в товарищеском матче против Чили. Каррисо не был основным вратарём, и играл только товарищеских матчах, но 6 сентября 2008 года в отборочном матче на Чемпионат мира с Парагваем на 14-й минуте травму получил Роберто Аббондансьери и он вышел на замену. 1 апреля 2009 года защищал ворота Аргентины в отборочном матче на Чемпионат мира со сборной Боливии, который завершился сенсационной победой боливийцев со счётом 6:1. Это одно из самых крупных поражений в истории команды.

### Матчи и пропущенные голы за сборную Аргентины
| №  | Дата             | Место                   | Оппонент  | Счёт | Пропущенные голы | Соревнование            |
| 1  | 18 апреля 2007   | Мендоса, Аргентина      | Чили      | 0:0  | —                | Товарищеский матч       |
| 2  | 20 августа 2008  | Минск, Белоруссия       | Беларусь  | 0:0  | —                | Товарищеский матч       |
| 3  | 6 сентября 2008  | Буэнос-Айрес, Аргентина | Парагвай  | 1:1  | —                | Отборочный матч ЧМ 2010 |
| 4  | 10 сентября 2008 | Лима, Перу              | Перу      | 1:1  | 1                | Отборочный матч ЧМ 2010 |
| 5  | 11 октября 2008  | Буэнос-Айрес, Аргентина | Уругвай   | 2:1  | 1                | Отборочный матч ЧМ 2010 |
| 6  | 15 октября 2008  | Сантьяго, Чили          | Чили      | 0:1  | 1                | Отборочный матч ЧМ 2010 |
| 7  | 19 ноября 2008   | Глазго, Шотландия       | Шотландия | 1:0  | —                | Товарищеский матч       |
| 8  | 11 февраля 2009  | Марсель, Франция        | Франция   | 2:0  | —                | Товарищеский матч       |
| 9  | 28 марта 2009    | Буэнос-Айрес, Аргентина | Венесуэла | 4:0  | —                | Отборочный матч ЧМ 2010 |
| 10 | 1 апреля 2009    | Ла-Пас, Боливия         | Боливия   | 1:6  | 6                | Отборочный матч ЧМ 2010 |

Итого: 10 матчей / 9 голов пропущено; 4 победы, 4 ничьих, 2 поражения.
(откорректировано по состоянию на 4 июля 2010)

## Достижения
Ривер Плейт
- Победитель Клаусуры: 2008

Лацио
- Обладатель Кубка Италии: 2008/09